# Mondalmi
Mondalmi Mondalmis (* 1910 in Wighu, Süd-Goulburn-Insel, Arnhemland, Australien; † 23. Oktober 1969 in Goulburn Islands, Northern Territory, Australien) war eine australische Aktivistin und Matriarchin der Aborigines. Sie war eine der bekanntesten Mitarbeiterinnen der australischen Anthropologin Catherine Berndt, die unter anderem Monografien über australische Ureinwohner veröffentlichte.

## Leben und Werk
Mondalmi war eine Aborigine-Frau des Maung-Volkes und die Tochter von Ngalmiyjalwarn aus der Junction Bay und dem Vater Mayjburn, der zu einer kleinen Manganowal-Gruppe gehörte, deren Land im Westen zwischen Maung und Yiwadja lag. Ihr Vater arbeitete für Macassan-Händler aus Sulawes, die ihn für das Sammeln von Seegurken bezahlten. Ihr Bruder Lazarus Lamilami wurde ordinierter methodistischer Minister, was er aber im Wesentlichen kompatibel mit der Maung-Religion ansah.
1916 lernte sie auf South Goulburn Island in der Methodistenmission Englisch, Nähen, Korbflechten und arbeitete dort später als Hausangestellte. Sie heiratete 1927 den Laienprediger bei der Mission, Gadawar, auch bekannt als Ganaraidj. Sie bekamen von 1928 bis 1953 sieben Söhne und zwei Töchter. Obwohl ihre Kinder in der methodistischen Mission erzogen wurden und zur Schule gingen, erzog sie ihre Kinder auf traditionelle Weise und lehrte sie die Sprache Maung, eine indigene australische Sprache. Sie sprach neben Maung, Yiwadja, Gunbalang und Englisch und verstand Gunwinggu.
Sie erkannte die Bedeutung Aufzeichnungen ihres Lebens und ihrer Kultur zu erstellen und war stolz auf ihr Erbe. Ab 1947 unterrichtete sie die Anthropologin Berndt über das traditionelle und sich verändernde Leben und die Kultur der Maung. Sie erläuterte Verwandtschaftsbegriffe, Beziehungen und Verhalten, Familienleben, Mythen und Geschichten, Beziehungen zwischen Menschen und Land, Kinderlieder, Handzeichen sowie verbale Vokabeln, pflanzliche Lebensmittel und Medikamente sowie Erklärungen religiöser Überzeugungen und ritueller Ereignisse, insbesondere aus der Sicht von Frauen.
Sie starb 1969 auf Goulburn Island an Krebs und wurde dort begraben.
In Bonner, einem Vorort im Distrikt Gungahlin in Canberra, sind Straßen nach Mondalmi, ihrem Bruder Lamilami und Berndt benannt.